# Estadio Bayil
El Estadio Bayil, también conocido como Bayil Arena, es un estadio de fútbol ubicado en el distrito de Bayil, en Bakú, Azerbaiyán. El estadio es propiedad de AFFA y está operado por ella. Yalchin Mammadov es el actual gerente del estadio.

## Historia
Fue inaugurado en 2012 y tiene una capacidad para 3.200 espectadores. Fue una de las sedes de la Copa Mundial Femenina de Fútbol Sub-17 de 2012. Allí se disputaron tres partidos de grupos.

## Partidos de la Copa Mundial Femenina Sub-17 de 2012 en Bayıl
- 26 de septiembre de 2012:  Uruguay 0–5 Ghana
- 26 de septiembre de 2012:  República Popular China 1–1 Alemania
- 29 de septiembre de 2012:  Estados Unidos 1–1 Corea del Norte
- 29 de septiembre de 2012:  Colombia 0–3 Nigeria